# 蛋白質三級結構

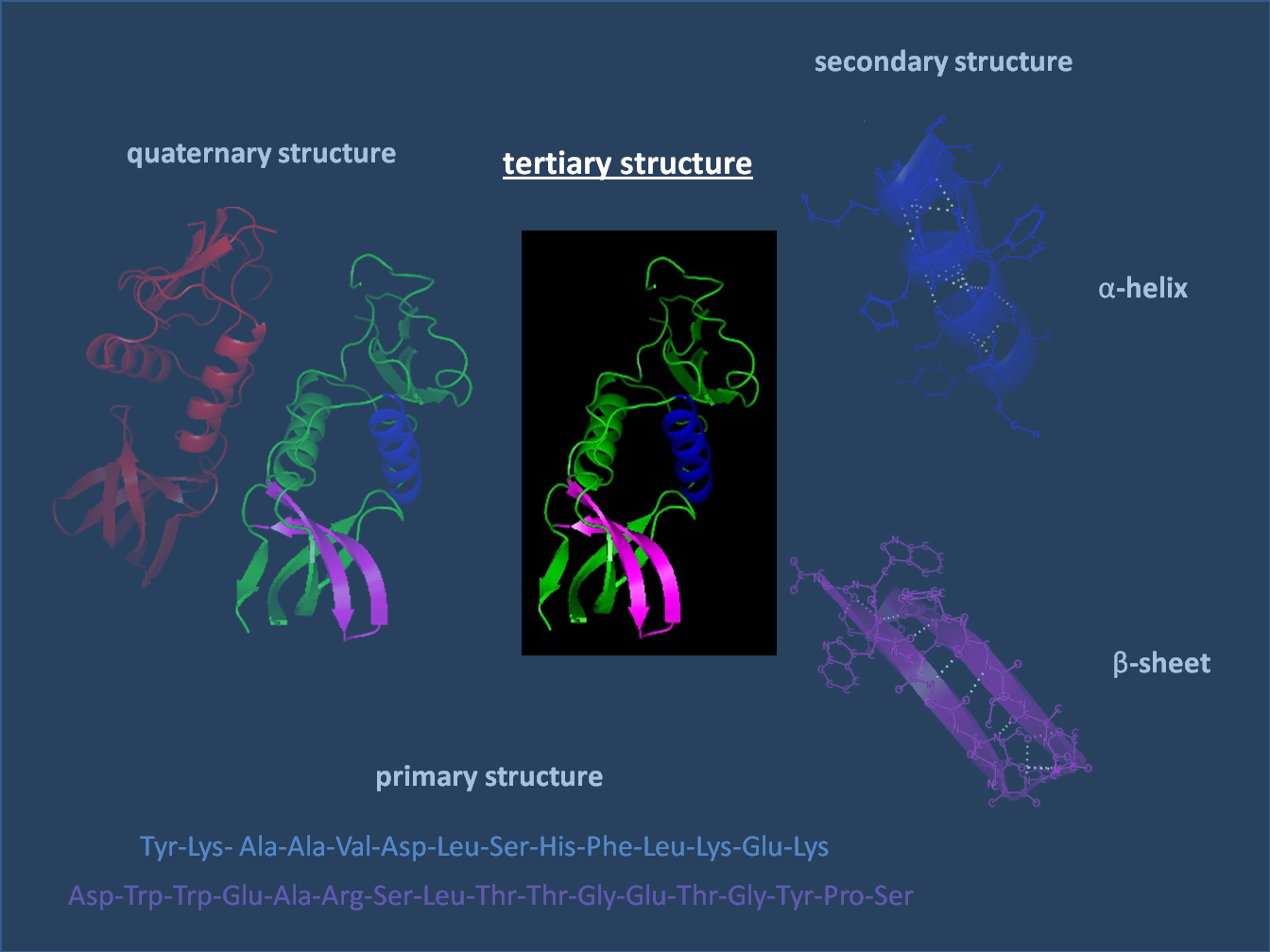
蛋白质1EFN的结构，重点是它的三级结构。

蛋白質三級結構（protein tertiary structure）是单一多肽链中全部氨基酸残基在三维空间的排布位置。
蛋白質分子是一連串的胺基酸一條線地接結，基本上假定其會有一可作用其生物功能的三維結構。對蛋白質三級結構的研究稱為結構生物學。蛋白质的三级结构是由它的原子坐标定义的。这些坐标可参照或一个蛋白质结构域或整个三级结构。许多三级结构可以折叠形成一个四级结构。

## 蛋白质摺疊
若蛋白質的一級結構較為弱，則必須藉由分子伴侣（molecular chaperone）來幫助蛋白質摺疊。
其一級結構的強弱取決於自由能（△G），當它小於零時則會自然發生摺疊；當它大於零時則須靠分子伴侶的協助。

## 外部連結
- Display, analyse and superimpose protein 3D structures （页面存档备份，存于）
- Protein Data Bank
- Critical Assessment of Structure Prediction (CASP)
- Structural Classification of Proteins (SCOP)
- CATH Protein Structure Classification